# Szikszai József
Szikszai József (1930–) matematikatanár, számos matematikai értekezés és feladvány szerzője.
Hosszú ideig rendkívül eredményesen tanított a miskolci Földes Ferenc Gimnáziumban. Több tanítványa is tagja volt a matematikai diákolimpiák magyar csapatának.

## Ismertebb művei
- Háromszöggel kapcsolatos feladatok koordinátageometriai megoldása, 1977.
- A hatványközepek, 1987.

## Díjai
- Beke Manó Emlékdíj (1977)[3]